# ادوارد وارد (آهنگساز)
ادوارد وارد (انگلیسی: Edward Ward؛ ۳ آوریل ۱۹۰۰ – ۲۶ سپتامبر ۱۹۷۱) یک آهنگساز اهل ایالات متحده آمریکا بود.
از فیلم‌هایی که وی در آن‌ها نقش داشته است، می‌توان به گروه موسیقی وارد می‌شود، نمایش نمایش‌ها، بجنبید سربازها! و نمایش نمایش‌ها اشاره نمود.